# 물고기자리 (영화)
"물고기자리"는 2000년에 개봉한 대한민국의 영화이다.

## 캐스팅
- 이미연 : 애련 역
- 최우제 : 동석 역
- 윤지혜 : 희수 역
- 곽승남 : 민우 역
- 이재경 : 용재 역
- 서동수 : 블루노트 주인 역
- 김정아 : 정아 역
- 박순천 : 안 실장 역
- 김응수 : 배 사장 역
- 김연재 : 야한녀 역
- 김명훈 : 매니아 역
- 한정욱 : 귀걸이남자 역
- 박광정 : 희귀비디오 주인 역
- 임연정 : 염색소녀 역
- 조윤미 : 리바이스 주인 역
- 안현주 : 하겐다즈 점원 역
- 정안나 : 편의점 점원 역
- 김준영 : 오토바이 남자 역
- 장경옥 : 관리사 1 역
- 한지형 : 관리사 2 역
- 김이수 : 레스토랑 점원 역
- 전계화 : 레스토랑 점원 역
- 이대웅 : 레스토랑 점원 역
- 김영순 : 레스토랑 점원 역
- 채진희 : 레스토랑 점원 역
- 최종원 : 최 실장 역
- 최정윤 : 마른녀 역 (특별출연)
- 김가연 : 미니스커트 역 (특별출연)